# Joseph Allekotte
Joseph Allekotte (* 17. Juni 1867 in Saarn, Kreis Mülheim an der Ruhr; † 8. August 1944 in Mülheim an der Ruhr) war ein deutscher Politiker des Zentrums.

Joseph Allekotte

## Leben und Beruf
Er war der Sohn des Organisten und Musiklehrers Theodor Allekotte. Nach dem Besuch der Volksschule erhielt Joseph Allekotte noch drei Jahre Privatunterricht in den sogenannten Realfächern sowie in Fremdsprachen und Musik. 1884 trat er als Postgehilfe in den Postdienst ein. 1889 wurde er zum Postassistenten befördert, 1904 zum Postsekretär, 1910 zum Oberpostsekretär, 1920 zum Oberpostinspektor, 1927 zum Postamtmann und 1928 zum Postdirektor. 1932 trat er in den Ruhestand.

## Politische Betätigung
Allekotte war Mitglied der Zentrumspartei, dessen Kreisverband Mülheim an der Ruhr er leitete. Ab 1906 war Allekotte Stadtverordneter in Mülheim an der Ruhr. 1919/20 gehörte er der Weimarer Nationalversammlung an. Anschließend war er bis 1928 Reichstagsabgeordneter im Reichstag der Weimarer Republik.